# Insulto Oculto
Insulto Oculto foi uma banda pós-punk brasileira, formada em 1989 no ABC Paulista.
Segundo seus integrantes, a proposta da banda era "radicalizar em todos os estilos, sem rotular e sem se prender a fanatismos de estilos".

## Histórico
A banda é formada em dezembro de 1989 pelos irmãos Laércio "Rato" Gonçalves na guitarra e Sidney "Ratinho" Gonçalves no baixo (ambos da extinta banda da hardcore punk Hino Mortal), além de Rogelio "Pião" Garcia (ex-Van Gogh) na bateria, José Ricardo "CB" dos Santos no vocal e na guitarra, e Francisco "Chico" Claudio Nicassio nos teclados e na guitarra (ambos ex-Páginas Envenenadas).
Em outubro de 1990, a revista Bizz, faz menção à vertente punk e as letras de protesto.
Em 1991, a banda gravou uma demo-tape com cinco músicas.
Em 1992, lançaram um single com as músicas "Sobre o Abismo", "Vadia" e "Segmentos do Século".
Em uma matéria publicada sobre bandas do ABC na revista Top Rock, indica que o som do Insulto Oculto tinha influências de Sisters of Mercy e, em outra edição, afirma que o som mistura 'um pouco de depressão, melancolia, loucura, desespero, etc'.
Fizeram várias apresentações em casas noturnas de São Paulo, como Espaço Retrô, Madame Satã e Zoster e em várias casas noturnas do ABC Paulista.
A banda encerrou suas atividades em 1993.

## Formação
A formação inicial do Insulto Oculto era:
- Rato (Laércio Gonçalves): guitarra;
- Ratinho (Sidney Gonçalves): baixo;
- Pião (Rogelio Garcia): bateria;
- CB (José Ricardo dos Santos): vocal, guitarra;
- Chico (Francisco Claudio Nicassio): teclado, guitarra.

Rato e Ratinho eram ex-membros da banda de hardcore punk Hino Mortal; Pião era egresso da Van Gogh; CB e Chico, vieram do Páginas Envenenadas. Posteriormente, Creck (Marcelo Araujo), ex-Van Gogh, assume a guitarra.

## Discografia
- Demo-Tape (K7, 1991)
- "Sobre o Abismo" (Single, 1992)
- Coletânea "Aviso Final, 15 anos" (CD, 2005)